# Bimeria rigida
Bimeria rigida är en nässeldjursart som beskrevs av Warren 1919. Bimeria rigida ingår i släktet Bimeria och familjen Bougainvilliidae. Inga underarter finns listade i Catalogue of Life.